# Самоуправління (інформатика)
Самоуправління — стан, при якому суб'єкт і об'єкт управління збігаються; такий характер процесів об'єкта, що є умовно-замкнутою системою, при яких не відбувається безпосереднього контролю над ними — цілепокладання здійснюється самим об'єктом відповідно до своїх властивостей, що можуть бути запрограмовані певним чином при його створенні.
Для самопрограмованих систем характерне самоуправління більш високого рівня, при якому можлива змінюваність цілей — тобто певна свобода волі. Саморегуляція пов'язана зі свободою і самостійністю, самопрограмованість пов'язують зі свідомістю (усвідомленням) і цілеспрямованістю.
Самоуправління може бути неповним, означаючи лише наявність механізмів управління (зворотних зв'язків) у самій системі.

## Загальні відомості
У світі, що навколо нас, можна виділити три його складові, обумовлені формами руху матерії: неживу природу, живу природу і людське суспільство. У кожної з цих складових протікають процеси розвитку, здійснювані під впливом певних факторів і умов. Деякі з цих факторів можна розглядати як управління в неживій природі, або технічних системах; управління в живій природі, або біологічних системах; управління в людському суспільстві, або соціальних системах. Управління технічними системами (виробничо-технічними процесами, механізмами, системами машин) вивчається в основному технічними науками. Управління в живій природі, тобто керування біологічними системами, є об'єктом вивчення природничих наук. Управління як вплив на соціальні процеси, колективи, класи відносять до соціального управління. Ця область вивчається суспільними (соціальними) науками. Найбільш загальні закони і принципи управління розглядає наука кібернетика. Відповідно до розподілом світу навколо нас (на неживу природу, живу природу і людське суспільство), кібернетика розділяється на технічну, біологічну і соціальну.
Ключове поняття управління — вплив (взаємодія). Він здійснюється в технічних і біологічних системах. Однак вплив у соціальних системах може бути різним за обсягом, змістом, спрямованістю, силою влади. Залежно від цього змінюється зміст самого поняття управління. Мета управління — бажаний, можливий і необхідний стан системи, які має бути досягнуто. Визначення цілей управління — головний і початковий етап управління. Цілепокладання — процес обґрунтування і формування цілей розвитку керованого об'єкта на основі аналізу суспільних потреб у продукції, послугах, якості соціальних зв'язків, виходячи з реальних можливостей їх найбільш повного задоволення. Саме тому багато вчених, що вивчають управління, вважають сьогодні головним засобом впливу однієї людини на іншу, збудження його активності систему стимулювання до діяльності (економічної, політичної, соціальної, моральної тощо).
Термін «самоуправління» у першу чергу використовують у кібернетиці і у соціальному контексті

### Теоретичний аспект
Самоуправління — це феномен кібернетики. За Норбертом Вінером, кібернетика — це наука про управління, зв'язки і обробку інформації у техніці, живих організмах і людському суспільстві. Об'єктом кібернетики є всі керовані системи. Системи, що не піддаються управлінню — у принципі не є об'єктами вивчення кібернетики. Кібернетичні системи розглядаються абстрактно, незалежно від їх матеріальної природи: автоматичні регулятори в техніці, ЕОМ, людський мозок, біологічні популяції, людське суспільство. Кожна така система є безліччю взаємопов'язаних об'єктів (елементів системи), здатних сприймати, запам'ятовувати і переробляти інформацію, а також обмінюватися нею.
Кібернетична система на найвищому рівні спостереження характеризується самоуправлінням і самообслуговуванням. До того ж на цьому найвищому рівні вона є закритою системою. Самоуправління (self-autonomy) підтримується через процеси морфостазу (morphostasis). Як не парадоксально, структура системи зберігається завдяки опорним (calibrated) схемам змін і постійності.
Для розуміння суті самоуправління — мінімально необхідним для збереження логіки заданого Вінером предмета кібернетики може бути структура з чотирьох операцій:
1. уявне розсічення вихідного цілого об'єкта на частини (щонайменше дві логічні частини);
2. установлення між першою (керівною) частиною і другий (керованої) зв'язку управління;
3. установлення між цими частинами зворотного зв'язку. У певному сенсі друга і третя операції необхідні одне для одної: при відсутності зворотного зв'язку встановлений у ході другої операції зв'язок не буде зв'язком управління (за Вінером, «управління усліпу» не буває), а зворотний зв'язок також не є таким, якщо «прямий» зв'язок — не є зв'язок управління;
4. об'єднання виділених у ході першої операції частин — і зв'язків, заданих другою і третьою операцією, у нове ціле, яке покладається ідентичним вихідному. Четверта операція задає операціональну замкнутість предмета: поки ми не скажемо, що конструкція, отримана в ході формального оперування знаками, ідентична вихідному зображення, формалізми залишаться непридатними для використання.

У цьому аспекті управління і самоуправління відрізняють лише фізична окремішність об'єкта і суб'єкта управління. В управлінні це дві (чи більше) різних сутності, у самоуправлінні — одна й та ж, яка самодиференціюється.

### Технічний аспект
У техніці запрограмоване самоуправління використовують для створення різних автоматичних пристроїв. Відповідно до свого призначення, автоматичні пристрої можуть бути багатьох видів (для стабілізації, для контролю, для захисту певного визначеного стану речей; програмовані і кібернетичні автомати; кінцеві автомати). Можуть бути самокеровані автомати із різним ступенем автономності (автономні роботи): від простих реле і програмованих верстатів чи збиральних конвеєрів — до безпілотних літальних апаратів і різних систем управління (автоматизована система керування, система ведення вогню, системи націлювання, системи розпізнавання, різні автоматичні бойові системи тощо).
Феномен самоуправління у техніці тісним чином пов'язаний із робототехнікою — прикладною науковою дисципліною, що займається розробленням автоматичних технічних систем. Алгоритми поведінки автоматичної системи (робота) у контексті самоуправління не визначені наперед, а визначаються оперативно — відповідно до завдання, яке виникає постає перед роботом у процесі його роботи у мінливому середовищі. Найскладнішою ланкою робототехніки є проблема штучного інтелекту (ШІ) — інтелекту машин і роботів (і галузі комп'ютерних наук, що мають на меті створити ШІ). Попри значущість цього феномену у царині самоуправління — до цього часу цю проблему не вирішено навіть теоретично: не розв'язане питання про природу і статус людського інтелекту, немає і точного критерію досягнення комп'ютером «розумності», не вирішено проблему мотивації штучного розуму і ряд інших проблем. Створення штучного інтелекту (якщо таке можливо узагалі) розкриє нову сторінку як у розвитку управлінської науки (самоуправління як теоретична проблема), так і в розвитку людської цивілізації у цілому (прикладний аспект).

### Соціальний аспект
Самоуправління в соцаспекті постає як процес перетворення людини, трудового колективу з об'єкта управлінської діяльності в її суб'єкт. Це особливий варіант організації управління, коли кожен з об'єктів (індивідів чи груп індивідів) сам вирішує питання в межах відведених йому повноважень, розподілу ресурсів, трудових функцій і спільного заробітку.
У суспільстві  термін самоуправління зазвичай позначає концентрацію влади на нижніх рівнях управління. У цьому випадку використовують спеціальний політологічний термін — «самоврядування». По суті ж самоуправління великої групи людей (соціальної монади) має за мету збереження її специфіки розвитку, при цьому воно може виражатись у різних формах:
- у етносі — через традицію,
- у державі — через право,
- у цивілізації — через релігію,
- у глобальній системі — через інформацію.

У невеликій групі людей самоуправління може реалізовуватися самоорганізованою командою.

#### Самоуправління на підприємстві
Ідею самоврядного (самокерованого) трудового колективу, в основе якої лежала демократизація прийняття рішень, висунув і з сумнівним результатом намагався втілити совєцький «педагог і новатор» Антон Макаренко, узявши участь у створенні у 1920-і роки Харківський машинобудівний завод «ФЕД»; більш успішно її використав американський вчений Пітер Друкер на початку 1950-х. Упровадження такого самоврядного управління є кроком до децентралізації системи прийняття рішень.

#### Самоуправління в закладах освіти
Після знищення централізованої радянської системи управління освітою, назріла проблема реформування цієї царини. В Україні ряд вишів самостійно вирішують цю проблему, спираючись на досвід провідних західних вищих навчальних закладів. Причому, самоуправління втілюється у двох різних аспектах:
- у вигляді самоуправління викладацько-адміністративного колективу вишу;
- у вигляді студентського самоврядування

Самоуправління викладацько-адміністративного колективу полягає в автономії всередині вишу: центральні адміністративні інфтитуції освіти (уряд, відповідні міністерства, відомства чи регіональні департаменти) у встановленому законом порядку — чи у вигляді постанов, розпоряджень, інструкцій чи інших підзаконних актів делегують частину своїх повноважень колективу вишу, а колектив здійснює свої повноваження або у вигляді колегіальних рішень (постановами і рішеннями, наприклад, вибори керівництва вишу чи звернення колективу тощо) чи здійснює управління вишем адміністративним шляхом (наказами, розпорядженнями, інструкціями тощо).
Студентське самоврядування — форма управління, за якої студентство має право самостійно вирішувати ряд питань внутрішнього управління (або ж так називається виборна установа, що здійснює таке управління). У філософському розумінні — це право студентства самостійно вирішувати питання внутрішнього управління, а також мати свої керівні органи.

#### Самоуправління політичне
У політології самоуправління відоме під феноменом «самоврядування». Самоврядування може бути реалізоване у вигляді:
- автономії
- місцевого самоврядування

Автономія — це право якого-небудь територіального утворення (наприклад, області) самостійно здійснювати внутрішнє управління, відповідно і в межах до законодавства певної країни. Автономія — це політична аномалія, яка призводить або до відокремлення певної території від цілої держави, або ж, навпаки, до уніфікації цієї території із усією державою. Вектор «дрейфу» автономії повністю залежить від цілей правлячих еліт держави.
Місцеве самоврядування — право та спроможність органів місцевого самоврядування в межах закону здійснювати регулювання й управління суттєвою часткою суспільних справ, які належать до їхньої компетенції, в інтересах місцевого населення.

### Міра самоуправління
У випадку, якщо об'єкт реагує на інформацію іззовні, то за допомогою генерування такої інформації і знання його внутрішньої будови можна здобути певну владу над ним, при цьому без урахування суб'єктивних факторів неможливо відділити взаємодію з об'єктом від маніпуляції чи управління об'єктом.
Складні самокеровані (що мають самоуправління) що схильні зберігати власну стійкість, можуть досягати стану гомеостазу.

### Приклади самокерованих систем
- Штучний інтелект[11]
- Безпілотний літальний апарат
- Марсохід
- Корпорація